# Nastja Arcel
Nastja Maria Arcel (* 3. Oktober 1963 in Kopenhagen) ist eine dänische Schauspielerin, Dokumentarfilmregisseurin und Buchautorin.

## Leben

### Familie
Arcels Mutter, die Psychologin Libby Arcel, ist eine geborene Griechin, die auf einer Fähre den Dänen Arne Arcel kennenlernte, der Arcels Vater werden sollte. Arne Arcel ist Architekt. Nastja Arcel wuchs in Kopenhagen auf. Ihren späteren Mann, Mikael Fock, lernte sie auf der Schauspielschule des Odense Teater kennen, wo sie Studentin und er Dozent im Fach Fernsehen war. Sie lebt mit ihrem Mann in Christianshavn. Gemeinsam haben sie zwei Töchter, die jüngere von beiden, Mathilde Arcel Fock, ist ebenfalls Schauspielerin.
Sie ist die ältere Schwester des Regisseurs und Drehbuchautors Nikolaj Arcel, in dessen Filmen sie bisweilen mitwirkt.

### Karriere
Von 1982 bis 1983 besuchte sie die Schauspielschule des Nationaltheaters in Athen. Im Jahr 1987 beendete sie nach drei Jahren ihre Ausbildung an der Schauspielschule des Odense Teater. Sie spricht neben Dänisch fließend Englisch sowie Griechisch. 2006 hat sie ihr Diplom in Journalistik und Kommunikation von Danmarks Journalisthøjskole bekommen. 1989 wurde sie fest an Det Kongelige Teater engagiert und spielte dort im selben Jahr im Musical Esther mit. Seitdem spielte sie immer wieder Musicalrollen wie z. B. in der dänischen Fassung von Chicago und Mamma Mia! Außerdem trat sie in verschiedenen Fernsehserien, wie Bryggeren und Der Adler – Die Spur des Verbrechens, auf und wirkte an einigen Filmen mit. Für ihre Rolle in dem Film Königspatience – Intrige im Parlament (Kongekabale) wurde sie 2005 für den Bodil-Preis als Beste Nebendarstellerin nominiert.
Neben ihrer Karriere als Theater-, Fernseh- und Filmschauspielerin hat sie auch leitende Posten in der Branche übernommen. So ist sie seit 2003 Vorstandsmitglied des Dansk Skuespillerforbund sowie seit 2005 selbiges in Det Københavnske Teatersamarbejde. Aufgrund dieser Doppelrolle gab es 2006 und 2007 Proteste seitens anderer Vorstandsmitglieder des Schauspielerverbandes, da sie dadurch sowohl die Interessen der Arbeitgeber als auch die der Arbeitnehmer vertrete. Sie ist seitdem jedoch mehrmals in beide Vorstände gewählt worden.
Gemeinsam mit der Pfarrerin Anna Mejlhede veröffentlichte sie 2006 den Lebensratgeber Kys dit Kaos – livet er alligevel noget rod. Vier Jahre später veröffentlichte sie einen weiteren Ratgeber mit dem Titel Tag magten over dig selv.

## Filmografie (Auswahl)
- 1999: Forført af Afrodite für DR (als Regisseurin)[12]
- 2001: Woyzecks sidste symfoni (als Schauspielerin)
- 2002: Octopus Club für DR (als Regisseurin)[12]
- 2002: Kletter-Ida (Klatretøsen, als Schauspielerin)
- 2004: Kleiner Papa (Lille far, als Schauspielerin)
- 2004: King’s Game (Kongekabale, als Schauspielerin)
- 2004: Familien Gregersen (als Schauspielerin)
- 2004: Der Adler – Die Spur des Verbrechens (Ørnen: En krimi-odyssé)
- 2005: Der Richter (Dommeren, als Schauspielerin)
- 2010: Die Wahrheit über Männer (Sandheden om mænd, als Schauspielerin)
- 2012: Kommissarin Lund III (Forbrydelsen III, als Schauspielerin)
- 2018: Verachtung (Journal 64)
- Under samme himmel für DR (als Regisseurin)[12]
- Den store kærlighed für TV2 (als Regisseurin)[12]

## Schriften
- Gemeinsam mit Anna Mejlhede: Kys dit Kaos – livet er alligevel noget rod, Aschehoug, Kopenhagen 2006. ISBN 9788711300299
- Tag magten over dig selv, Politikens Forlag, Kopenhagen 2010. ISBN 9788756793797